# Fra Leonardo Prato
Fra Leonardo Prato (Lecce, 1450 – Bellaria sul Secchia, marzo 1511) è stato un nobile e condottiero italiano. Fu tra i condottieri più importanti della Serenissima.

## Biografia
Era figlio di Bartolomeo, barone di Apigliano, di nobile famiglia di Lecce. Cavaliere gerosolomitano, si distinse nel 1480 durante il famoso assedio di Rodi contro i Turchi e nel 1481 nella guerra di Otranto, sempre contro i Turchi. 
Fu a lungo al servizio degli Aragonesi, dai quali ottenne ottenne numerosi privilegi, per passare con gli spagnoli e quindi con la Repubblica di Venezia, come comandante supremo della cavalleria veneta.
Venne ucciso nel 1511 sul campo di battaglia nei pressi di Mirandola mentre combatteva contro i francesi. Fu sepolto nella Basilica dei Santi Giovanni e Paolo a Venezia. La Serenissima e il doge Leonardo Loredan in suo onore fecero erigere una statua equestre sulla sua tomba, alla base della quale compare la seguente epigrafe:
LEONARDO LOREDAN, PRINCIPE E SENATORE DI ALTISSIMO

VALORE, DECISE DI DONARE QUI UNA STATUA EQUESTRE DI

LEONARDO PRATO, IL SOLDATO PIU’ FORTE E SEMPRE

ECCELLENTE CONQUISTATORE DI FERDINANDO IL GIOVANE E

FEDERICO RE DEI NAPOLETANI, PER IL SUO VALORE PER

TERRA E PER MARE NELLE BATTAGLIE PIU’ VITTORIOSE,

GRANDI ED ILLUSTRI, FERITO DAL NEMICO COMBATTENDO

PER GLI AFFARI DELLA REPUBBLICA VENETA.

## Collegamenti esterni

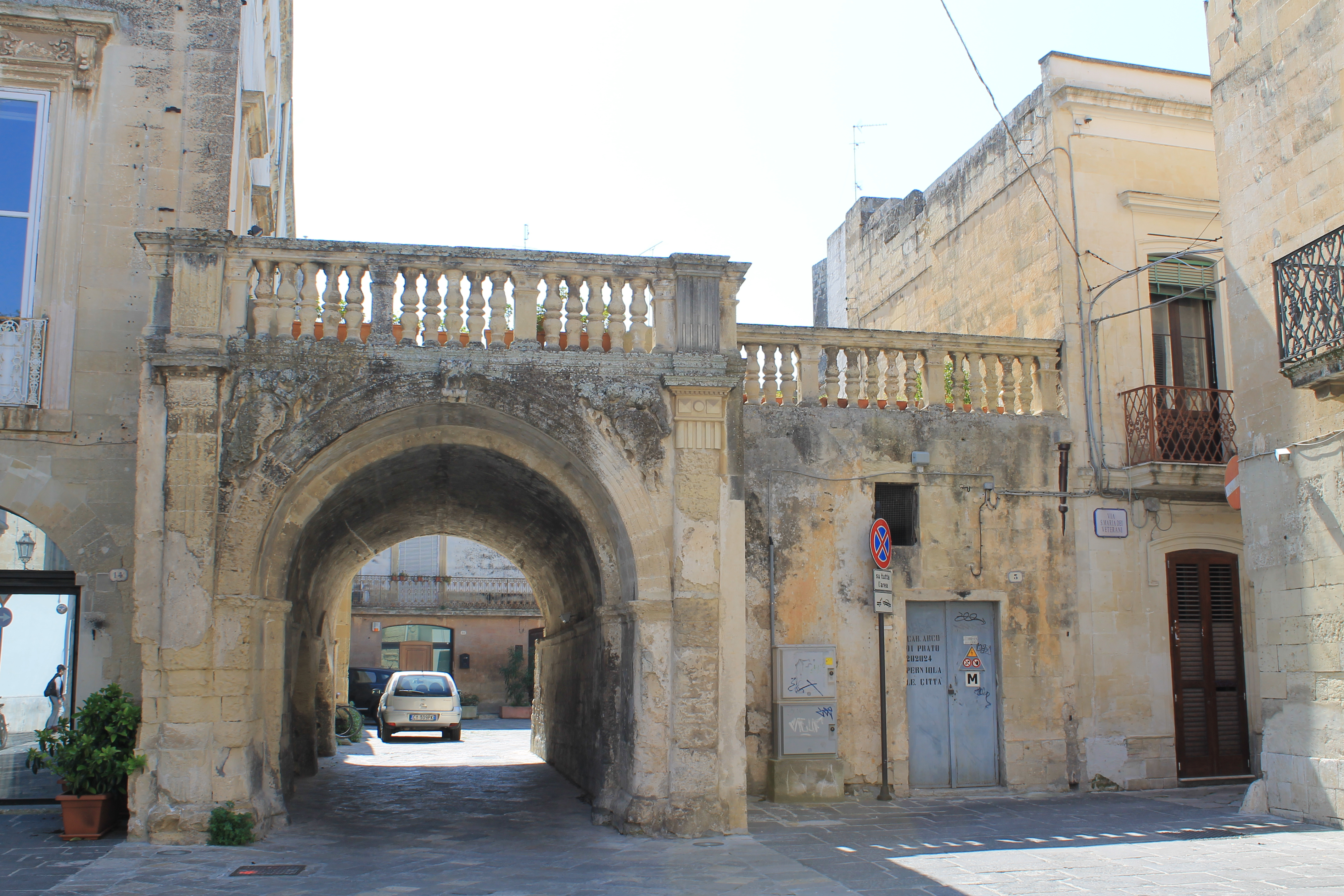
Lecce, Arco di Prato